# 표면 전도 전자 방출 디스플레이

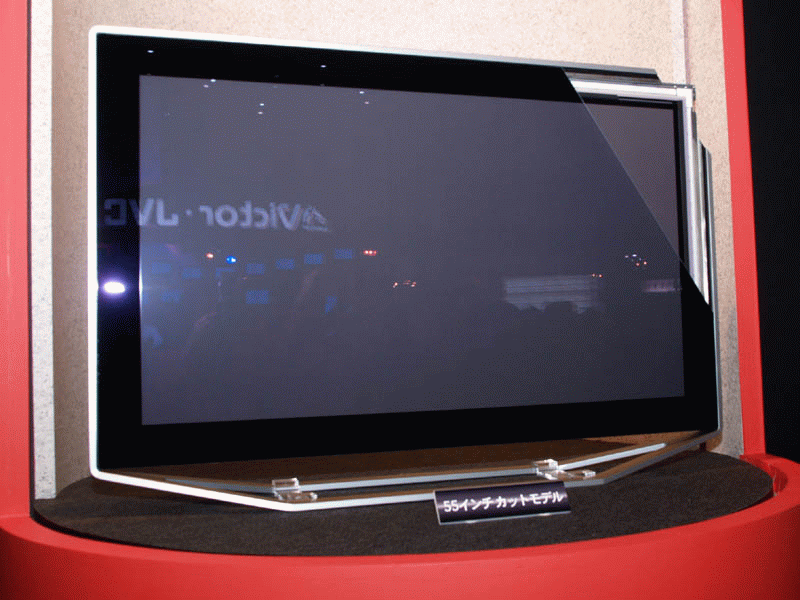
2006 CES에 선보인 Canon의 36인치 프로토타입 SED

표면 전도 전자 방출 디스플레이(Surface-conduction electron-emitter display, SED) 또는 면전도 전자총 디스플레이는 여러 회사에서 개발한 평판 디스플레이용 디스플레이 기술이다. SED는 나노 크기의 전자 방출기를 사용하여 유색 형광체에 에너지를 공급하고 이미지를 생성한다. 일반적으로 SED는 작은 음극선관 매트릭스로 구성되며, 각 "관"은 화면의 단일 하위 픽셀을 형성하고 3개로 그룹화되어 RGB(적색-녹색-청색) 픽셀을 형성한다. SED는 CRT의 장점, 즉 높은 명암비, 넓은 시야각, 매우 빠른 응답 시간을 LCD 및 기타 평판 디스플레이의 패키징 장점과 결합한다.
2000년대 초반과 중반에 상당한 시간과 노력을 기울인 끝에 SED의 노력은 2009년부터 LCD가 지배적인 기술로 자리잡으면서 수그러들기 시작했다. 2010년 8월, 캐논은 SED의 상업적 개발을 위한 공동 노력을 중단한다고 발표하여 개발 노력의 종료를 알렸다. SED는 주로 전자 방출체의 세부 사항이 다른 발전 중인 또 다른 디스플레이 기술인 전계 방출 디스플레이(FED)와 밀접한 관련이 있다. FED의 주요 후원자인 소니그룹도 마찬가지로 개발 노력에서 물러났다.